# Diecezja Cerreto Sannita-Telese-Sant’Agata de’ Goti
Diecezja Cerreto Sannita-Telese-Sant’Agata de’ Goti (łac. Dioecesis Cerretana-Thelesina-Sanctae Agathae Gothorum, wł. Diocesi di Cerreto Sannita-Telese-Sant’Agata de’ Goti) – diecezja Kościoła łacińskiego w metropolii Benewentu w Kampanii we Włoszech. W dzisiejszej postaci została utworzona podczas reformy administracyjnej włoskiego Kościoła we wrześniu 1986 roku. Połączono wówczas istniejącą od V wieku diecezję Telese o Cerreto Sannita oraz ustanowioną w X wieku diecezję Sant’Agata de’ Goti. Siedzibą biskupa jest miasto Cerreto Sannita w prowincji Benevento.

## Podział administracyjny diecezji
Parafie diecezji Cerreto Sannita-Telese-Sant’Agata de’ Goti zorganizowane są w czterech następujących wikariatach:
- Wikariat Airola
- Wikariat Cerreto Sannita
- Wikariat Telese
- Wikariat Sant’Agata dei Goti

## Główne świątynie
- Katedra: Katedra Najświętszego Serca Jezusowego w Cerreto Sannita
- Konkatedra: Konkatedra Najświętszej Maryi Panny Wniebowziętej w Sant’Agata de’ Goti
- Bazylika mniejsza: Bazylika Najświętszej Maryi Panny Wniebowziętej i św. Filipa Apostoła w Guardia Sanframondi

## Biskupi diecezjalni (od 1986)
- Felice Leonardo (1986–1991)
- Mario Paciello (1991–1997)
- Michele De Rosa (1998–2016)
- Domenico Battaglia (2016–2020)
- Giuseppe Mazzafaro (od 2021)